# Premier League de Gales 2020-21
La Premier League de Gales 2020-21 (conocida como JD Cymru Premier por razones de patrocinio) fue la edición número 29 de la Premier League de Gales. La temporada comenzó el 12 de septiembre de 2020 y terminó el 29 de mayo de 2021 con los play-offs de la Liga Europa Conferencia de la UEFA.
Connah's Quay Nomads es el campeón defensor.

## Sistema de competición
Los 12 equipos jugaron entre sí todos contra todos dos veces totalizando 22 fechas al término de las cuales los equipos se dividieron en dos grupos. El Grupo campeonato lo integraron los seis primeros de la fase regular, mientras que el Grupo descenso lo integraron los seis últimos; dentro de cada grupo los equipos jugaron entre sí todos contra todos dos veces totalizando 10 fechas más. Los equipos mantuvieron el mismo puntaje conseguido en la Fase Regular dentro de cada grupo, por lo que al final de la temporada cada club jugó 32 fechas.
El primer clasificado del Grupo campeonato se clasificó a la primera ronda de la Liga de Campeones 2021-22. El segundo clasificado del Grupo campeonato se clasificó a la primera ronda de la Liga Europa 2021-22, mientras que los equipos clasificados desde el tercer lugar hasta el último del Grupo campeonato más el primer clasificado del Grupo descenso jugaron los Play-offs por un cupo en la primera ronda de la Liga Europa 2021-22. Los dos últimos clasificados del Grupo descenso tuvieron que haber descendido a la FAW Championship 2021-22.
Sin embargo, debido a la cancelación de la FAW Championship no descendió ningún equipo.
Un tercer cupo para la Liga Europa 2021-22 fue asignado al campeón de la Copa de Gales.

## Equipos participantes
| Club                 | Ciudad        | Estadio               | Capacidad |
| -------------------- | ------------- | --------------------- | --------- |
| Aberystwyth Town     | Aberystwyth   | Park Avenue           | 5.000     |
| Bala Town            | Bala          | Maes Tegid            | 3.000     |
| Barry Town United    | Barry         | Jenner Park           | 3.500     |
| Caernarfon Town      | Caernarfon    | Estadio Oval          | 3.400     |
| Cardiff MU           | Cardiff       | Cyncoed Campus        | 1.620     |
| Cefn Druids          | Wrexham       | The Rock              | 3.000     |
| Connah's Quay Nomads | Connah's Quay | Deeside Stadium       | 1.500     |
| Flint Town United    | Flint         | Cae-y-Castell         | 1.000     |
| Haverfordwest County | Haverfordwest | Bridge Meadow Stadium | 2.100     |
| Newtown              | Newtown       | Latham Park           | 5.000     |
| Pen-y-Bont           | Bridgend      | The KYMCO Stadium     | 3.000     |
| The New Saints       | Oswestry      | Park Hall             | 2.000     |

## Temporada regular

### Clasificación
| Pos. | Equipo               | Pts. | PJ | G  | E | P  | GF | GC | Dif. | Clasificación 2020–21    |
| ---- | -------------------- | ---- | -- | -- | - | -- | -- | -- | ---- | ------------------------ |
| 1    | Connah's Quay Nomads | 57   | 22 | 18 | 3 | 1  | 48 | 13 | +35  | Ronda por el campeonato  |
| 2    | The New Saints       | 54   | 22 | 17 | 3 | 2  | 65 | 13 | +52  | Ronda por el campeonato  |
| 3    | Bala Town            | 42   | 22 | 12 | 6 | 4  | 51 | 28 | +23  | Ronda por el campeonato  |
| 4    | Barry Town           | 36   | 22 | 11 | 3 | 8  | 33 | 29 | +4   | Ronda por el campeonato  |
| 5    | Pen-y-Bont           | 35   | 22 | 10 | 5 | 7  | 29 | 25 | +4   | Ronda por el campeonato  |
| 6    | Caernarfon Town      | 32   | 22 | 9  | 5 | 8  | 33 | 42 | −9   | Ronda por el campeonato  |
| 7    | Haverfordwest County | 29   | 22 | 8  | 5 | 9  | 29 | 35 | −6   | Ronda por la permanencia |
| 8    | Aberystwyth Town     | 21   | 22 | 5  | 6 | 11 | 30 | 40 | −10  | Ronda por la permanencia |
| 9    | Newtown              | 20   | 22 | 5  | 5 | 12 | 29 | 41 | −12  | Ronda por la permanencia |
| 10   | Cardiff MU           | 17   | 22 | 4  | 5 | 13 | 18 | 35 | −17  | Ronda por la permanencia |
| 11   | Flint Town United    | 15   | 22 | 5  | 0 | 17 | 21 | 53 | −32  | Ronda por la permanencia |
| 12   | Cefn Druids          | 13   | 22 | 3  | 4 | 15 | 21 | 53 | −32  | Ronda por la permanencia |

Actualizado a los partidos jugados el 2 de abril de 2021.
 Fuente: Soccerway

### Tabla de resultados cruzados
| Local \ Visitante    | ABE | BAL | BAR | CAE | CMU | CEF | CON | FLI  | HAV | NEW | PEN | TNS |
| -------------------- | --- | --- | --- | --- | --- | --- | --- | ---- | --- | --- | --- | --- |
| Aberystwyth Town     | —   | 1–2 | 1–2 | 1–2 | 2–3 | 3–1 | 1–3 | 3–1  | 2–1 | 1–0 | 1–1 | 2–2 |
| Bala Town            | 5–2 | —   | 4–0 | 1–2 | 4–1 | 2–1 | 1–3 | 5–0  | 1–2 | 3–1 | 4–1 | 1–1 |
| Barry Town           | 1–0 | 6–2 | —   | 3–1 | 1–0 | 4–1 | 0–0 | 6–3  | 2–1 | 0–0 | 0–1 | 0–3 |
| Caernarfon Town      | 2–2 | 1–1 | 2–0 | —   | 3–2 | 1–2 | 1–2 | 2–1  | 1–4 | 1–1 | 1–1 | 0–4 |
| Cardiff MU           | 1–1 | 1–1 | 1–2 | 0–3 | —   | 0–0 | 1–2 | 2–1  | 0–0 | 2–1 | 0–1 | 0–1 |
| Cefn Druids          | 0–4 | 1–3 | 0–1 | 1–2 | 1–1 | —   | 0–5 | 1–2  | 4–1 | 2–4 | 0–2 | 0–4 |
| Connah's Quay Nomads | 2–0 | 1–1 | 3–1 | 3–1 | 3–1 | 2–1 | —   | 2–0  | 2–0 | 2–1 | 1–0 | 2–0 |
| Flint Town United    | 3–0 | 1–2 | 0–1 | 0–2 | 0–1 | 1–2 | 0–1 | —    | 0–2 | 1–0 | 0–1 | 0–6 |
| Haverfordwest County | 2–0 | 1–1 | 2–1 | 1–1 | 1–0 | 1–1 | 1–4 | 0–3  | —   | 2–2 | 0–4 | 2–1 |
| Newtown              | 1–1 | 0–2 | 1–1 | 2–3 | 4–1 | 4–1 | 1–5 | 3–2  | 0–3 | —   | 2–0 | 0–4 |
| Pen-y-Bont           | 1–1 | 1–5 | 1–0 | 6–0 | 1–0 | 1–1 | 0–0 | 1–2  | 2–0 | 2–1 | —   | 0–4 |
| The New Saints       | 4–1 | 0–0 | 2–1 | 4–1 | 2–0 | 5–0 | 1–0 | 10–0 | 3–2 | 2–0 | 2–1 | —   |

| 1. |

## Ronda por el Campeonato

### Clasificación
| Pos. | Equipo                   | Pts. | PJ | G  | E | P  | GF | GC | Dif. | Clasificación 2021-22                       |
| ---- | ------------------------ | ---- | -- | -- | - | -- | -- | -- | ---- | ------------------------------------------- |
| 1    | Connah's Quay Nomads (C) | 79   | 32 | 25 | 4 | 3  | 70 | 20 | +50  | Primera Ronda de la Liga de Campeones       |
| 2    | The New Saints           | 77   | 32 | 24 | 5 | 3  | 85 | 17 | +68  | Primera ronda de la Liga Europa Conferencia |
| 3    | Bala Town                | 60   | 32 | 18 | 6 | 8  | 67 | 42 | +25  | Primera ronda de la Liga Europa Conferencia |
| 4    | Pen-y-Bont               | 46   | 32 | 13 | 7 | 12 | 42 | 40 | +2   | Play-offs para la Liga Europa Conferencia   |
| 5    | Barry Town               | 43   | 32 | 13 | 4 | 15 | 42 | 53 | −11  | Play-offs para la Liga Europa Conferencia   |
| 6    | Caernarfon Town          | 38   | 32 | 10 | 8 | 14 | 43 | 67 | −24  | Play-offs para la Liga Europa Conferencia   |

Actualizado a los partidos jugados el 15 de mayo de 2021.
 Fuente: Soccerway

### Tabla de resultados cruzados
| Local \ Visitante    | BAL | BAR | CAE | CON | PEN | TNS |
| -------------------- | --- | --- | --- | --- | --- | --- |
| Bala Town            | —   | 1–0 | 5–2 | 2–1 | 1–0 | 0–1 |
| Barry Town           | 1–4 | —   | 3–2 | 1–2 | 3–3 | 0–6 |
| Caernarfon Town      | 3–0 | 0–1 | —   | 1–6 | 2–2 | 0–2 |
| Connah's Quay Nomads | 2–0 | 1–0 | 4–0 | —   | 0–2 | 0–0 |
| Pen-y-Bont           | 2–3 | 2–0 | 2–0 | 0–2 | —   | 0–3 |
| The New Saints       | 2–0 | 3–0 | 0–0 | 1–4 | 1–0 | —   |

## Ronda por la permanencia

### Clasificación
| Pos. | Equipo               | Pts. | PJ | G  | E | P  | GF | GC | Dif. | Clasificación 2021-22                     |
| ---- | -------------------- | ---- | -- | -- | - | -- | -- | -- | ---- | ----------------------------------------- |
| 1    | Newtown              | 42   | 32 | 12 | 6 | 14 | 57 | 53 | +4   | Play-offs para la Liga Europa Conferencia |
| 2    | Cardiff MU           | 40   | 32 | 11 | 7 | 14 | 47 | 46 | +1   |                                           |
| 3    | Haverfordwest County | 37   | 32 | 10 | 7 | 15 | 38 | 56 | −18  |                                           |
| 4    | Aberystwyth Town     | 33   | 32 | 8  | 9 | 15 | 47 | 53 | −6   |                                           |
| 5    | Flint Town United    | 32   | 32 | 10 | 2 | 20 | 38 | 58 | −20  |                                           |
| 6    | Cefn Druids          | 16   | 32 | 4  | 4 | 24 | 25 | 94 | −69  |                                           |

Actualizado a los partidos jugados el 15 de mayo de 2021.
 Fuente: Soccerway

### Tabla de resultados cruzados
| Local \ Visitante    | ABE | CMU | CEF | FLI | HAV | NEW |
| -------------------- | --- | --- | --- | --- | --- | --- |
| Aberystwyth Town     | —   | 1–1 | 5–1 | 0–1 | 2–2 | 1–2 |
| Cardiff MU           | 5–1 | —   | 6–0 | 2–1 | 6–1 | 2–2 |
| Cefn Druids          | 0–3 | 1–2 | —   | 0–6 | 2–1 | 0–7 |
| Flint Town United    | 0–0 | 2–0 | 5–0 | —   | 2–0 | 0–2 |
| Haverfordwest County | 1–0 | 0–2 | 2–0 | 0–0 | —   | 1–2 |
| Newtown              | 0–4 | 2–3 | 5–0 | 1–0 | 5–1 | —   |

## Play-offs de la Liga Conferencia Europa
Los equipos que terminen en los puestos tercero a séptimo al final de la temporada regular participaron en los play-offs para determinar el tercer participante para la Liga Conferencia Europa 2021-22.

### Semifinal
| 22 de mayo de 2021, 17:15; | Barry Town     | 1:3 (1:1) | Caernarfon Town                               | Jenner Park, Barry |  |
|                            | Evan Press 44' |           | Mike Hayes 41', 49' · Jacob Bickerstaff 90+5' |                    |  |

| 23 de mayo de 2021, 12:30; | Pen-y-Bont | 0:1 (0:0) | Newtown                 | SDM Glass Stadium, Bridgend |  |
|                            |            |           | Robert Jamie Breese 86' |                             |  |

### Final
| 29 de mayo de 2021, 12:00; | Caernarfon Town              | 3:5 | Newtown                                          | Latham Park, Newtown |  |
|                            | - Kenny 18' - Thomas 59' 73' |     | - 30' Rushton - 44' Mwandwe - 76' 82' 80' Davies |                      |  |